# Lok-Sabha-Wahlkreis Dharwad North
Der Lok-Sabha-Wahlkreis Dharwad North (auch Dharwar North) war von 1951 bis 2004 ein Wahlkreis bei den Wahlen zur Lok Sabha, dem Unterhaus des indischen Parlaments. Er gehörte bis 1956 zum Bundesstaat Bombay und von 1956 bis 1973 zum Bundesstaat Mysore, ehe dieser 1973 in Karnataka umbenannt wurde. Der Wahlkreis umfasste den Nordteil des damaligen Distrikts Dharwad. Im Zuge der Neuordnung der Wahlkreise vor der Lok-Sabha-Wahl 2009 wurde der Wahlkreis Dharwad North aufgelöst. Der größte Teil des ehemaligen Wahlkreises kam zum neugeschaffenen Wahlkreis Dharwad, ein kleinerer Teil zum ebenfalls neuen Wahlkreis Haveri.

## Abgeordnete
| Wahl      | Name                            | Partei | Stimmen |
| --------- | ------------------------------- | ------ | ------- |
| 1951–1952 | Dattatraya Parashuram Karmarkar | INC    | 59,7 %  |
| 1957      | Dattatraya Parashuram Karmarkar | INC    | 59,4 %  |
| 1962      | Sarojini Bindurao Mahishi       | INC    | 71,6 %  |
| 1967      | Sarojini Bindurao Mahishi       | INC    | 62,5 %  |
| 1971      | Sarojini Bindurao Mahishi       | INC    | 66,8 %  |
| 1977      | Sarojini Bindurao Mahishi       | INC    | 57,6 %  |
| 1980      | D. K. Naikar                    | INC(I) | 58,2 %  |
| 1984      | D. K. Naikar                    | INC    | 51,0 %  |
| 1989      | D. K. Naikar                    | INC    | 45,6 %  |
| 1991      | D. K. Naikar                    | INC    | 33,3 %  |
| 1996      | Vijay Sankeshwar                | BJP    | 39,1 %  |
| 1998      | Vijay Sankeshwar                | BJP    | 50,2 %  |
| 1999      | Vijay Sankeshwar                | BJP    | 47,9 %  |
| 2004      | Pralhad Joshi                   | BJP    | 47,5 %  |